# Minomet vz. 38
9cm kasematní minomet vz. 38, kódovým označením zbraň G, byl minomet vyvinutý Škodou Plzeň pro československou armádou pro pohraniční opevnění. Byl určený především pro pěchotní sruby. Podle původních projektů dělostřeleckých tvrzí se také plánovalo využití dvojice minometů pro tvrzové otočné minometné věže. Žádná z nich ale nebyla realizována a v létě 1938 byl tento projekt nahrazen novou koncepcí minometné kopule s otočným vrchlíkem, určené pro nový 12cm minomet. V plánech Ředitelství opevňovacích prací se počítalo i s výstavbou speciálních izolovaných objektů, minometných srubů, které měly být vybaveny dvojicí 9cm minometů pro čelní palbu, přičemž každá z těchto zbraní by měla vlastní střílnu. Do září 1938 však nebyl žádný z minometných srubů postaven a v posledních plánech pevnostní linie se plánovalo jejich nahrazení jiným typem objektu určeným pro minometnou kopuli.

## Technické a stavební řešení
Minomet byl umístěn ve speciální střelecké místnosti v dolním patře objektu. Vlastní střílna zbraně vyrobená ze silných ocelových plechů, ústila pod střílnami hlavních zbraní do diamantového příkopu. Toto umístění mělo chránit minomet před přímým ostřelováním. Vzhledem k rozměrům zbraně a střílny byla podlaha střelecké místnosti pro minomet snížena oproti zbytku dolního patra objektu (zpravidla u objektů římské odolnosti o 95 cm, u objektů arabské odolnosti o 140 cm), přístup do této střelecké místnosti většinou vedl po několika schodech.
Ve střelecké místnosti zbraně byl na betonovém podstavci přišroubovaný ocelový rám, nesoucí odměrový segment, po kterém se s konstantním náměrem pohybovala ocelolitinová lafeta s možností regulace odměru. Ústí hlavně minometu bylo v objímce, nasazené do vložky v rámu střílny. Zároveň bylo chráněno posuvnou pancéřovou clonou, kterou bylo možno ovládat ručním kolem a řetězem. Pevnostní minomet se na rozdíl od pěchotních provedení minometů nabíjel zezadu. Celkem mělo zbraň obsluhovat čtyři až šest mužů osádky.

## Historie
Zbraň byla vyvíjena v plzeňské Škodovce jako první z pevnostních minometů od roku 1935. Po několika vyrobených prototypech a několika kolech zkoušek s neuspokojivými výsledky byly zkoušky zbraně úspěšně zakončeny v červenci 1938. Mezitím byly už od roku 1936 budovány pěchotní sruby se střeleckými místnostmi pro minomet (celkem jich bylo postaveno 22, mnoho dalších zůstalo v různých fázích výstavby nebo projektu). Po schválení minometu vz. 38 objednalo ministerstvo národní obrany první sérii 54 minometů s příslušenstvím.
O československý pevnostní minomet projevila zájem také armáda spojeneckého Království Jugoslávie pro svůj tehdy budovaný pevnostní systém Rupnikovu lini, v mnohém inspirovaný československým opevněním. Minomety se tak objevily v projektech několika plánovaných těžkých objektů, ale žádný z nich nebyl realizován; tyto plány byly později zredukovány (nejen pro nedostupnost čs. zbraní, ale i z finančních a časových důvodů).
Do mobilizace v září 1938 byl ale k dispozici pouze prototyp, ve Škodovce probíhala výroba prvních pěti kusů; počítalo se, že budou do objektů opevnění dodávány od února 1939. Po odstoupení pohraničí po Mnichovské dohodě byla objednávka zredukována na pět aktuálně rozpracovaných kusů. Ty měly údajně posloužit k vyzbrojení srubů na Náchodsku, kde po odtržení pohraničí část pevnostní linie dosud zůstala na československém území a zpočátku se uvažovalo o jejím dokončení a úplném vybavení. Tyto plány byly ale brzy zavrženy, takže do objektů se pravděpodobně žádný minomet nedostal. Pět zbraní bylo skutečně v roce 1939 vyrobeno a ve dnech 21.–23. října 1940 probíhalo (už pod německou armádou) testování minometu v pěchotním srubu K-S 14 U cihelny. Němečtí důstojníci vyslovili s testy minometu spokojenost, ale o jejím dalším využití nemáme zprávy. Po válce byly ještě v roce 1946 dva kusy zbraně uloženy v ženijním skladu v Pardubicích, ale během 50. let byly pravděpodobně jako většina pevnostního materiálu sešrotovány.
Několik pěchotních srubů s minometnou střílnou prochází rekonstrukcí a je zpřístupněno jako muzea. V objektu R-S 87 Průsek se podařilo instalovat kompletní maketu 9cm minometu, která je k vidění v rámci prohlídky muzea v dokonale vybavené střelecké místnosti včetně pohotovostní munice a příslušenství. Blízko k instalaci má i maketa minometu v pěchotním srubu R-S 72 Nízká.

## Objekty vyzbrojené minometem
| pěchotní srub         | umístění minometu | poznámka                        |
| --------------------- | ----------------- | ------------------------------- |
| MO-S 10 U pískovny    | vlevo             |                                 |
| MO-S 11 U posedu      | vpravo            |                                 |
| MO-S 15 Na výhledech  | vpravo            |                                 |
| MO-S 17 U Štípek      | vpravo            |                                 |
| MO-S 24 U signálu     | vpravo            | muzeum                          |
| OP-S 29 U kudlu       | vpravo            | střílna zničena                 |
| OP-S 36b Dvoják dolní | vlevo             |                                 |
| StM-S 34 Svah         | vpravo            |                                 |
| K-S 7 U vesnice       | vlevo             |                                 |
| K-S 14 U cihelny      | vpravo            | muzeum                          |
| R-S 65 Modřín         | vpravo            |                                 |
| R-S 68 Smrk           | vlevo             |                                 |
| R-S 72 Nízká          | vlevo             | muzeum                          |
| R-S 87 Průsek         | vlevo             | muzeum, osazena maketa minometu |
| N-S 43                | vlevo             |                                 |
| N-S 60 Soused         | vpravo            |                                 |
| N-S 61 Chata          | vlevo             | muzeum                          |
| N-S 64 Osada          | vlevo             |                                 |
| T-S 43 Pod lesem      | vlevo             |                                 |
| T-S 58 Velký les      | vlevo             | střílna zničena                 |
| T-S 61 Hranice        | vpravo            |                                 |
| T-S 82 V končinách    | vpravo            |                                 |

Další zajímavosti nerealizovaných objektů:
- T-JH-S 15 tvrze Jírová hora měl být jediným tvrzovým pěchotním srubem vyzbrojeným minometem, jinak byly kasematní minomety navrhovány vždy do izolovaných srubů (součástí dělostřeleckých tvrzí však měly být minometné kopule)
- Zatímco v rámci zadaných úseků těžkého opevnění měly pěchotní sruby vždy maximálně jeden minomet, v rámci připravovaného postavení Liběchov-Jitrava se plánovala inovace v podobě několika pěchotních srubů vyzbrojených dvěma minomety – na pravé i levé straně – zřejmě vzhledem k velmi komplikovanému terénu pískovcových skal a roklí. Tato výzbroj byla uvažována u objektů LJ-S 7, LJ-S 8, LJ-S 9, LJ-S 11 a LJ-S 26.